# Спарланд (Илиноис)
Спарланд (енгл. Sparland) град је у америчкој савезној држави Илиноис.

## Демографија
По попису из 2010. године број становника је 406, што је 98 (-19,4%) становника мање него 2000. године.
| Група             | 2000.       | 2010.       |
| Белци             | 493 (97,8%) | 397 (97,8%) |
| Афроамериканци    | 0 (0,0%)    | 0 (0,0%)    |
| Азијати           | 0 (0,0%)    | 0 (0,0%)    |
| Хиспаноамериканци | 8 (1,6%)    | 6 (1,5%)    |
| Укупно            | 504         | 406         |